# Pink Babies
Pour les articles homonymes, voir Babies.
Pink Babies (ピンク・ベイビーズ) est un groupe d'idoles japonaises formé en août 2013, avec une dizaine de membres, par l'agence Pan Pacific et produit par l'artiste Shunichi Tokura.
Il s'agit un groupe formé en hommage au populaire duo d'idoles Pink Lady, groupe des années 1970. Les chansons de Pink Babies sont la plupart des reprises du duo.

## Histoire
Le groupe interprète de la musique du style dance.
Sa chaîne YouTube officielle a été ouverte en mai 2014.
Le groupe fait ses débuts avec le single Wanted (un titre de Pink Lady) qui sort en juillet 2014.
Les filles ont donné leur premier concert en août 2014 au Mt. Rainier Hall Shibuya Pleasure Pleasure à Tokyo. En septembre 2014, les membres de Pink Babies apparaissent dans l’émission TV Japan in Motion diffusée sur Nolife en France.
Trois membres du groupe, Kotono Satō, Chinatsu Suzuki et Aina Yoshida participe au festival C’est bon Jaken à Paris en France en octobre 2014 ; l'événement avait pour objectif de promouvoir Hiroshima pour les touristes étrangers.
Les Pink Babies participent au Toulouse Game Show (TGS) à Toulouse (France) en novembre 2014.
L'année suivante, les membres du groupe sont nommées ambassadrices junior chargées des relations publiques de la nourriture japonaise par le Ministère de l’Agriculture, de la Forêt et de la Pêche en avril 2015.
Le groupe d’idoles particip au festival CLAS:H 2015 à Jakarta (Indonésie), en mai avec d'autres groupes japonais tels que Starmarie, Love Android et Faint Star ; cet événement est leur premier concert à l’étranger.
Pink Babies se produit ensuite à Japan Expo 2015 à Paris Nord Villepinte (France) en juillet 2015.
Le groupe se sépare le 26 mai 2017.

## Membres
- Mayu Asada (朝田茉侑)
- Saho Arakawa (荒川紗穂)
- Rio Ōmori (大森莉緒)
- Rina Kuriyama (栗山莉奈)
- Yui Sakurai (櫻井優衣)
- Kotono Satō (佐藤琴乃)
- Rio Shiseki (始関琉央)
- Mayu Suganuma (菅沼茉祐)
- Sara Suzuki (鈴木咲良)
- Chinatsu Suzuki (鈴木千夏)
- Yukari Furukawa (古川友佳理)
- Kotona Masaki (正木琴菜)
- Nanaho Yabuta (籔田奈々帆)
- Aina Yoshida (吉田亜衣奈)

## Discographie

### Singles
1. 16 juillet 2014 : Wanted (Shimei Tehai) (ウォンテッド（指名手配）?)
2. 31 août 2016 : Nagisa no Sinbad (渚のシンドバッド?)
3. 15 février 2017 : UFO

Autres
1. 2 juillet 2015 : Le Sinbad de la plage (vendu à Japan Expo)